# Dangkor (quận)

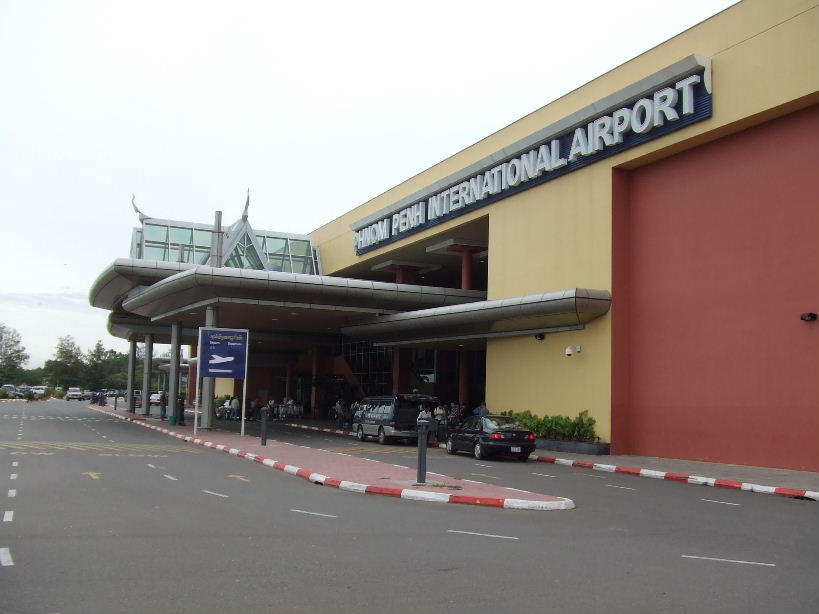
Sân bay quốc tế Phnom Penh nằm tại quận Dangkor.

Dangkao là một quận ở phía tây thủ đô Phnôm Pênh, Campuchia. Đây là quận có diện tích lớn nhất Phnôm Pênh. Quận được chia thành 15 Sangkat và 143 Krom. Quận có diện tích 197,89 km². Theo thống kê năm 1998, dân số quận là 92.461 người. Đại học Nông nghiệp Hoàng gia và Sân bay Quốc tế năm ftreen địa bàn quận.
Mã bưu chính quận Dangkor (12400)
| Số. | Sangkat            | Mã bưu chính |
| --- | ------------------ | ------------ |
| 1   | Dangkor            | 12401        |
| 2   | Trapeang Krassaing | 12402        |
| 3   | Korkroka           | 12403        |
| 4   | Phleung Chhésrotés | 12404        |
| 5   | Chom Chao          | 12405        |
| 6   | Kakap              | 12406        |
| 7   | Porng Tuk          | 12407        |
| 8   | Prey Veng          | 12408        |
| 9   | Samrong            | 12409        |
| 10  | Prey sar           | 12410        |
| 11  | Kraing Thnoung     | 12411        |
| 12  | Kraing Pongro      | 12412        |
| 13  | Prataslang         | 12413        |
| 14  | Sac Sampeou        | 12414        |
| 15  | Cheung Ek          | 12415        |